# ستيف ويلسون (لاعب كرة قاعدة)
ستيف ويلسون هو لاعب كرة قاعدة كندي، ولد في 13 ديسمبر 1964 في فيكتوريا في كندا.

## وصلات خارجية
- ستيف ويلسون على موقعبيزبول رفرنس.كوم (الدوري الرئيسي) (الإنجليزية)
- ستيف ويلسون على موقعبيزبول رفرنس.كوم (الدوري الثانوي) (الإنجليزية)
- ستيف ويلسون على موقع أوليمبيديا (الإنجليزية)